# Szini Gyula
Szini Gyula (Budapest, 1876. október 9. – Budapest, 1932. május 17.) magyar író, újságíró.
Édesapja, Szini Károly pazonyi református kántortanító volt, aki jó barátságban állt Táncsics Mihállyal és Vajda Jánossal, olyannyira, hogy a gyermek Szini Gyula egyik keresztanyja Táncsics Mihály leánya, Táncsics Eszter volt.

## Életpályája
Szini Gyula fiatalon jogi tanulmányokat folytatott, ezután rövid időt Nyugat-Európában töltött, meglátogatta Olaszországot és Franciaországot. Húszéves, amikor elborult elmével meghal az édesapja, ezért már korán el kellett tartania magát. Jogi pályára lépett, ám 1900-ban elhagyta a bírói állást. Újságírással próbálkozott, s belépett a Pesti Napló szerkesztőségébe, ahol 1903-ig dolgozott. Rövid időt töltött a Budapesti Naplónál, majd további cikkei az A hét című lapban jelentek meg, ahol Kiss József főszerkesztő és Cholnoky Viktor vették pártfogásukba.
Újságíróként egyre komolyabb sikereket ért el: hamarosan felfigyelt rá Osvát Ernő, s az ő közbenjárására egész sor irodalmi lap közölte le a cikkeit, tárcáit. Szini Gyula irodalmi érzékenységére, hozzáértésére jellemző, hogy 1905-ben a Figyelő című lapban ő tárgyalta először Ady Endre költészetét jelentőségéhez mérten. A Nyugatnak kezdetektől fogva munkatársa volt, Kosztolányi Dezső „az új magyar irodalom utászának" nevezte. Az esszéíró Szini hatása jóformán az egész Nyugat-nemzedéken lemérhető.
Számos jelentős novellát írt, legszebbek közülük talán a Bábsütő és a Rózsaszínű hó. Korai stílusa a szecesszióhoz, expresszionizmushoz és szimbolizmushoz egyaránt közel áll, de a Nyugat-nemzedék nagy realistái, Csáth Géza és Móricz Zsigmond is tisztelettel tekintettek rá.
1909-től szabadkőműves (a Martinovics páholy tagja), 1919-ben az Írók Szindikátusának elnöke. Az 1920-as években a Tanácsköztársaság alatti szerepvállalása miatt kegyvesztett lett, polgári lapnál többé nem kapott állást, így most már a megélhetéséért kellett írnia. Megjelent műveinek irodalmi színvonala ezzel jelentősen leromlott. Anyagi gondjai végül a napi betevő falat problémájáig fokozódtak, és nagy nélkülözések között halt meg ötvenhat évesen.

## Magánélete
Házastársa Lőwy Sándor mészáros és Oppenheim Berta lánya, Teréz (1880–1935) volt, akit 1906. december 4-én Budapesten, a Józsefvárosban vett nőül.

## Művei

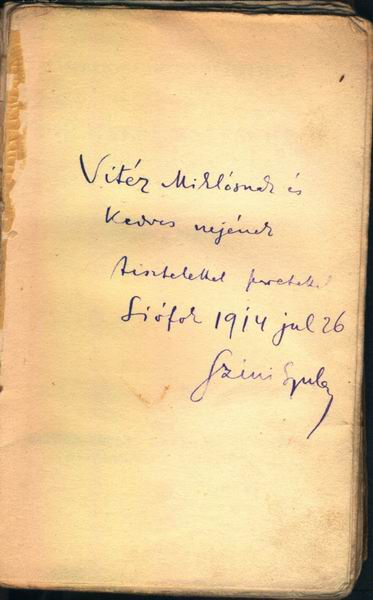
Szini Gyula kézírása, dedikáció novelláinak 1914-es Heidelbergi, német nyelvű kiadásában

### Elbeszélések
- Trilibi és egyéb történetek (Budapest, 1907)
- Lelki kalandok (Budapest, 1908)
- A rózsaszínű hó (Budapest, 1913)
- Bolond könnyek. Elbeszélések; Lampel, Budapest, 1913 (Magyar könyvtár)
- Napoleon szerelmei; Athenaeum, Budapest, 1914 (Modern könyvtár)
- Szivárvány (Budapest, 1917)
- Elbeszélések; Lampel, Budapest, 1918
- Pára és egyéb elbeszélések (Békéscsaba, 1918) Online
- A smaragd és egyéb elbeszélések; Athenaeum, Budapest, 1919 (Modern könyvtár)
- Szini Gyula válogatott elbeszélései; Magyar Bibliophil Társaság, Budapest, 1933
- A szerelem felhője; Franklin, Budapest, 1943 (Nagy írók kis könyvei)
- Rózsaszínű hó; vál., bev. Vargha Kálmán; Magvető, Budapest, 1963
- Különös álmok; vál. Téglás János, tan. Elek Artúr; Szépirodalmi, Budapest, 1983 (Kiskönyvtár)

### Regények
- A tűzfészek. Regény; Légrády, Budapest, 191? (Legjobb könyvek)
- Egy sápadt asszony (Budapest, 1910)
- Profán szerelem (Budapest, 1914)
- Hanna (Budapest, 1916)
- Porczellán muzsika (Budapest, 1918)
- A bűbájos (Budapest, 1921)
- A dérkirály leánya (Budapest, 1921)
- Marion. Regény; Kultúra, Budapest, 1922 (Magyar regényírók)
- Barbara (Budapest, 1926)
- Homo doktor kísérlete. Fantasztikus regény; Pantheon, Budapest, 1927 (Színe-java)
- Eleven bálvány (Budapest, 1927)
- A három Mája. Regény; Tolnai, Budapest, 1927
- A fehér fakír. Regény; Tolnai, Budapest, 1928 (Világkönyvtár)
- Aranyhajú Dolly. Regény; Tolnai, Budapest, 1928 (Tolnai regénytára)
- Jókai - egy élet regénye (Budapest, 1928)
- A bohócok. Regény; Tolnai, Budapest, 1929 (Tolnai regénytára)
- A smaragd (Budapest, 1929)
- Napóleon tüneményes élete. Szegény fiúból hogyan lett a világ császára; Tolnai, Budapest, 1930 (Tolnai regénytára)
- Spinét és szakszofon. Regény; Szini Gyuláné, Budapest, 1932
- Lívia. Regény; Tolnai, Budapest, 1932

### Tárcák, cikkek
- Nagy Endre–Szini Gyula–Tábori Kornél: A jó vidék. Víg esetek; Nap Ny., Budapest, 190? (Vidám könyvtár)
- Vándortáska; Politzer, Budapest, 1910 (Modern könyvtár) Online
- Stúdiumok. Irodalmi és művészeti tanulmányok; Politzer, Budapest, 1910 (Modern könyvtár) Online
- Csoda album. A Pesti Napló előfizetőinek készült kiadás; Hornyánszky Ny., Budapest, 1911
- Szini Gyula–Szomaházy István–Tábori Kornél: Útközben. Anekdoták, víg esetek, autón, hajón, villamoson, fürdőhelyen, vasutakon; A Nap Ny., Budapest, 1913 (Vidám könyvtár)
- Pesti konfetti; írta és rajzolta Szini Gyula; Nagyharang, Budapest, 1913
- Nagy Endre–Szini Gyula–Tábori Kornél: Óh azok a gyerekek! Nyolcvan víg apróság; Vidám könyvtár, Budapest, 1913
- Pásztor Árpád–Szini Gyula–Szomaházy István: Szerelem, házasság. Víg apróság; Nap Ny., Budapest, 1914 (Vidám könyvtár)
- Pásztor Árpád–Szini Gyula–Szomaházy István: Ravasz alakok. Humoros apróság; Nap Ny., Budapest, 1914 (Vidám könyvtár)
- Híres emberek anekdotái; Nap. Ny., Budapest, 1917 (Vidám könyvtár)
- Írói intimitások (Karinthy Frigyessel és Tábori Kornéllal közösen, Budapest, 1919)
- Írói arcképek. Essayk; Világirodalom, Budapest, 1922
- Modern nők. Essayk; Világirodalom, Budapest, 1923

### Drámák
- Fekete pásztor (1917)
- Ikercsillag (1923)
- Láva (Forró Pállal közösen, 1924)

### Műfordítások (válogatás)
- Oscar Wilde: Salome (1907)
- Frank Wedekind: Tavasz ébredése (1908)
- Karl Krausz: Bucsuztató - Halotti ének az osztrák-magyar monarkia fölött (1919)
- Carlo Goldoni: A fogadósné (1924)
- Paul Géraldy: Szeretni (1924)

## Díjai
- Baumgarten-díj (1929)

## Külső hivatkozások
- Elek Artúr: Szini Gyula
- Szini Gyula: Jókai (MEK)